# Caroline McWilliams
Caroline Margaret McWilliams (Seattle, 4 aprile 1945 – Los Angeles, 11 febbraio 2010) è stata un'attrice statunitense, nota per aver interpretato il personaggio di Marcy Hill nella serie televisiva Benson.

## Filmografia

### Cinema
- Una gita pericolosa (White Water Summer), regia di Jeff Bleckner (1987)
- Jake's M.O., regia di Harry Winer (1987)
- Sirene (Mermaids), regia di Richard Benjamin (1990)

### Televisione
- L'incredibile Hulk (The Incredible Hulk) – serie TV, episodio 1x04 (1978)